# ニコラ・モロ
ニコラ・モロ（Nikola Moro、1998年3月12日 - ）は、クロアチア・ソリン出身のサッカー選手。セリエA・ボローニャFC所属。ポジションはMF。

## クラブ経歴
2015年9月22日、クロアチア・カップのNKオシュトラツ・ズラタル戦にてトップチームデビューを果たすと、2016年5月14日の第36節NKロコモティヴァ・ザグレブ戦でプルヴァHNLデビュー。
2020年8月17日、FCディナモ・モスクワと5年契約を結んだ。
2022年8月29日、ボローニャFCへの買取オプション付きのローン移籍が決定。2022-23シーズン終了後の7月2日、ボローニャへの完全移籍が決定し、3年契約を結んだ。

## 代表経歴
2022年3月29日、ブルガリア代表との親善試合でA代表初出場。